# Nordmakedoniens damjuniorlandslag i volleyboll
Nordmakedoniens damjuniorlandslag i volleyboll representerar Nordmakedonien i juniorsammanhang på damsidan i volleyboll. Dess lag har deltagit i ett internationellt mästerskap: U19-EM 2022.